# Матюнин, Павел Гаврилович
Па́вел Гаври́лович Матю́нин (24 января 1852 — после 1917) — русский адвокат, член III Государственной думы от Харьковской губернии.

## Биография

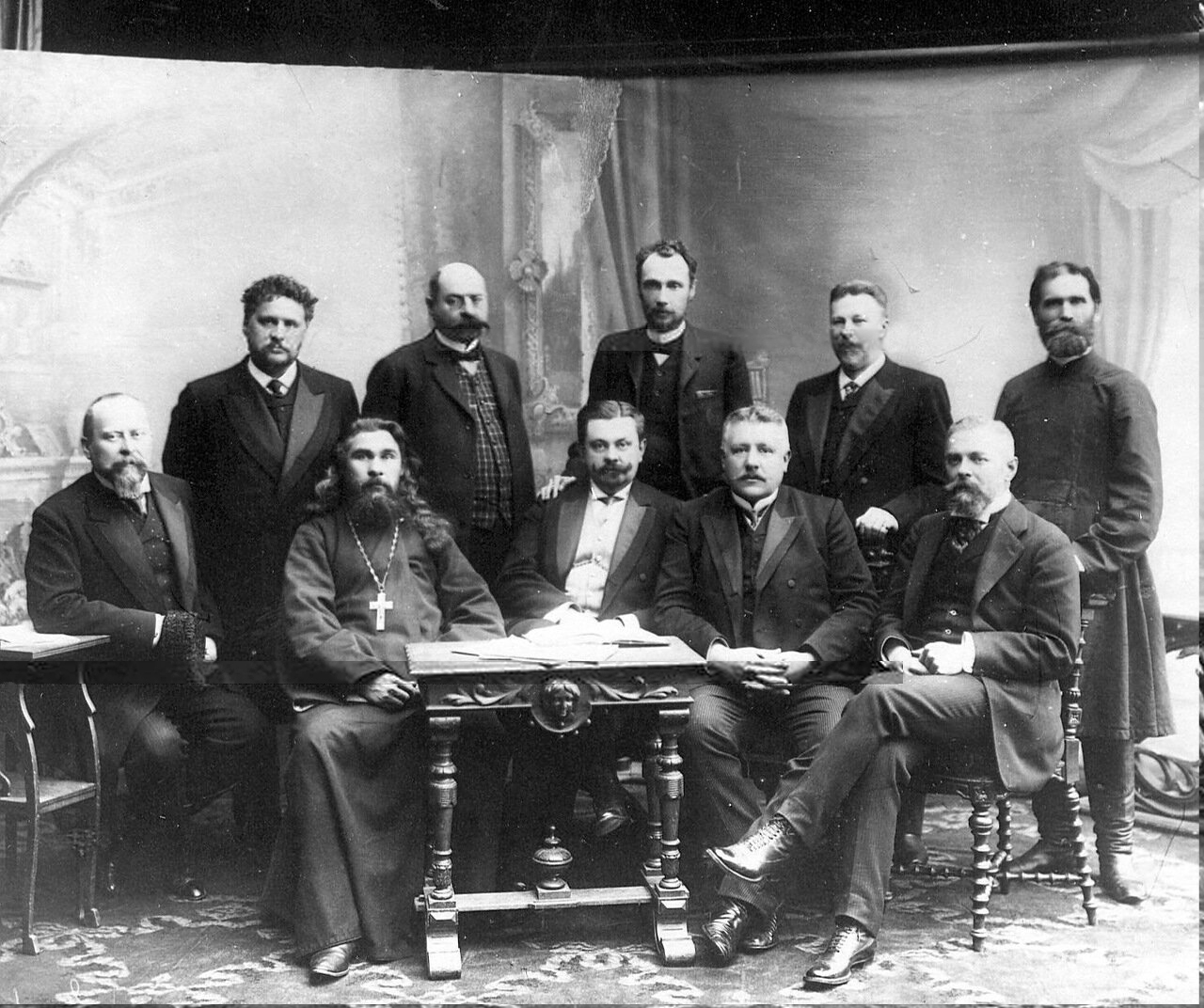
Депутаты Государственной думы Российской империи III созыва от Харьковской губернии. Стоят: Вязигин А. С., Захарашевич-Капустянский Ю. К., Савич Н. В., Матюнин П. Г., Леус Н. К.; сидят: Антонов Н. И., Станиславский А. М., Голицын А. Д., Неклюдов П. А., Бантыш В. А.

Православный. Из потомственных дворян Казанской губернии. Сын председателя Витебской казенной палаты действительного статского советника Гаврилы Павловича Матюнина (р. 1808). Старший брат Николай — дипломат и разведчик; младший брат Александр — генерал-майор.
По окончании Александровского лицея в 1869 году, поступил на службу в канцелярию Государственного контроля. Затем более десяти лет служил судебному ведомству в Санкт-Петербургской губернии. В 1881 году был назначен мировым посредником в Ольгопольский уезд Подольской губернии, а в январе 1885 года — правителем канцелярии Подольского губернатора.
В 1892 году вышел в отставку в чине коллежского советника и зачислился присяжным поверенным округа Харьковской судебной палаты. Перед выборами в I Государственную думу основал и возглавил Сумский отдел «Союза 17 октября».
В 1907 году был избран членом III Государственной думы от 2-го съезда городских избирателей Харьковской губернии. Входил во фракцию октябристов Состоял председателем редакционной комиссии, а также членом комиссий: по запросам, по судебным реформам и по направлению законодательных предположений.
Судьба после 1917 года неизвестна.
Был женат на Любови Феликсовне Матюниной. Их сын:
- Павел (1885—1961), выпускник Санкт-Петербургского политехнического института. Художник-карикатурист, известный под псевдонимом Пэм. Сотрудничал в газетах «Новое время» и «Вечернее время», журналах «Сатирикон», «Столица и усадьба» и многих других. В эмиграции во Франции, сотрудничал во французской и русской прессе (в газете «Возрождение», журналах «Иллюстрированная Россия» и «Русская мысль»)[2].